# Raúl Fernández (motorcoureur)
Raúl Fernández González (Madrid, 23 oktober 2000) is een Spaans motorcoureur.

## Carrière

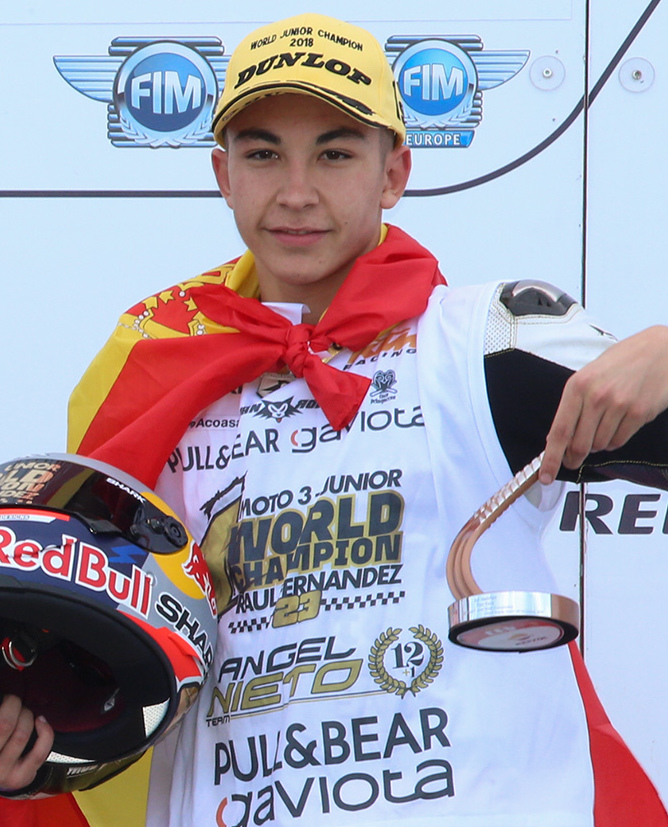
Raúl Fernández in 2018.

Fernández begon zijn motorsportcarrière in diverse nationale kampioenschappen in 2012. In 2015 nam hij deel aan de FIM MotoGP Rookies Cup. Hij behaalde podiumplaatsen op het Automotodrom Brno, het Misano World Circuit Marco Simoncelli en het Motorland Aragón, waardoor hij met 121 punten zevende werd in de eindstand. Daarnaast nam hij deel aan enkele races in het Spaanse Moto3-kampioenschap op een KTM, waarin een zesde plaats op het Circuit Ricardo Tormo Valencia zijn beste klassering was. Met 35 punten werd hij veertiende in dit kampioenschap.
In 2016 keerde Fernández terug in beide klassen. In de Rookies Cup won hij twee races op het TT-Circuit Assen en behaalde hij vier andere podiumplaatsen, waardoor hij met 195 punten derde werd in de eindstand. In de Spaanse Moto3 kwam hij uit op een Husqvarna en won hij de seizoensfinale op Valencia, waardoor hij met 137 punten eveneens derde werd in de eindstand. Aan het einde van dat jaar debuteerde hij tevens in de Moto3-klasse van het wereldkampioenschap wegrace op een KTM tijdens de Grand Prix van Valencia als vervanger van de geblesseerde María Herrera. Met een elfde plaats wist hij direct vijf punten te scoren.
In 2017 reed Fernández enkel fulltime in de Spaanse Moto3 op een Mahindra. Hij behaalde op het Autódromo do Estoril een pole position, maar kende verder een moeilijk jaar waarin een negende en een twaalfde plaats op Valencia zijn enige puntenfinishes waren. Met 11 punten eindigde hij op plaats 28 in het klassement. Daarnaast reed hij dat jaar drie races in het wereldkampioenschap Moto3 op een Mahindra. In Spanje reed hij mee met een wildcard, terwijl hij in de TT van Assen en de Grand Prix van Duitsland deelnam als vervanger van de geblesseerde Albert Arenas. Hij behaalde echter geen punten.
In 2018 kwam Fernández opnieuw uit in de Spaanse Moto3, waarin hij terugkeerde op een KTM. Hij won drie races op Valencia, Aragón en het Circuito de Albacete en behaalde vier andere podiumplaatsen. Met 209 punten werd hij overtuigend kampioen in de klasse. Daarnaast reed hij dat jaar in vier races in het wereldkampioenschap Moto3 op een KTM. In Catalonië, Aragón en Valencia nam hij deel met een wildcard, terwijl hij in Duitsland meedeed als vervanger van de geblesseerde Darryn Binder. Enkel in Aragón eindigde hij niet in de punten en een negende plaats in Duitsland was zijn beste klassering. Met 16 punten werd hij 28e in de eindstand.
In 2019 maakte Fernández zijn fulltime debuut in het wereldkampioenschap Moto3 op een KTM. Hij scoorde regelmatig puntenfinishes, met een vijfde plaats in Duitsland als beste resultaat. Met 60 punten finishte hij op plaats 21 in het klassement. In 2020 behaalde hij vijf pole positions, maar scoorde hij pas in de elfde race in Aragón zijn eerste podium. In de Grand Prix van Europa behaalde hij zijn eerste Grand Prix-overwinning.

## Statistieken

### Grand Prix

#### Per seizoen
| Seizoen | Klasse | Motor    | Team                       | Races | Winst | Podiums | Poles | SR | Ptn | Pos |
| ------- | ------ | -------- | -------------------------- | ----- | ----- | ------- | ----- | -- | --- | --- |
| 2016    | Moto3  | KTM      | MH6 Team                   | 1     | 0     | 0       | 0     | 0  | 5   | 32e |
| 2017    | Moto3  | Mahindra | Aspar Team                 | 3     | 0     | 0       | 0     | 0  | 0   | 40e |
| 2018    | Moto3  | KTM      | Ángel Nieto Team Moto3     | 3     | 0     | 0       | 0     | 0  | 9   | 28e |
| 2018    | Moto3  | KTM      | Red Bull KTM Ajo           | 1     | 0     | 0       | 0     | 0  | 7   | 28e |
| 2019    | Moto3  | KTM      | Aspar Team                 | 19    | 0     | 0       | 0     | 0  | 60  | 21e |
| 2020    | Moto3  | KTM      | Red Bull KTM Ajo           | 15    | 2     | 4       | 6     | 1  | 159 | 4e  |
| 2021    | Moto2  | Kalex    | Red Bull KTM Ajo           | 18    | 8     | 12      | 7     | 7  | 307 | 2e  |
| 2022    | MotoGP | KTM      | Tech3 KTM Factory Racing   | 18    | 0     | 0       | 0     | 0  | 14  | 22e |
| 2023    | MotoGP | Aprilia  | CryptoData RNF MotoGP Team | 19    | 0     | 0       | 0     | 0  | 51  | 20e |
| 2024    | MotoGP | Aprilia  | Trackhouse Racing          | 20    | 0     | 0       | 0     | 0  | 66  | 16e |
| 2025*   | MotoGP | Aprilia  | Trackhouse MotoGP Team     | 13    | 0     | 0       | 0     | 0  | 73  | 12e |
| Totaal  | Totaal | Totaal   | Totaal                     | 130   | 10    | 16      | 13    | 8  | 751 |     |

#### Per klasse
| Klasse | Seizoenen  | 1e GP         | 1e podium   | 1e winst      | Races | Winst | Podiums | Poles | SR | Ptn | Kampioen |
| ------ | ---------- | ------------- | ----------- | ------------- | ----- | ----- | ------- | ----- | -- | --- | -------- |
| Moto3  | 2016-2020  | Valencia 2016 | Aragón 2020 | Europa 2020   | 42    | 2     | 4       | 6     | 1  | 240 | 0        |
| Moto2  | 2021       | Qatar 2021    | Doha 2021   | Portugal 2021 | 18    | 8     | 12      | 7     | 7  | 307 | 0        |
| MotoGP | 2022-heden | Qatar 2022    |             |               | 70    | 0     | 0       | 0     | 0  | 204 | 0        |
| Totaal | 2016-heden | 2016-heden    | 2016-heden  | 2016-heden    | 130   | 10    | 16      | 13    | 8  | 751 | 0        |

#### Races per jaar
(vetgedrukt betekent pole positie; cursief betekent snelste ronde; 1–9 betekent positie in de sprintrace)
| Jaar | Klasse | Motor    | 1       | 2       | 3       | 4       | 5       | 6       | 7       | 8       | 9      | 10      | 11      | 12      | 13      | 14     | 15     | 16      | 17      | 18      | 19      | 20     | 21  | 22  | Pos | Ptn |
| ---- | ------ | -------- | ------- | ------- | ------- | ------- | ------- | ------- | ------- | ------- | ------ | ------- | ------- | ------- | ------- | ------ | ------ | ------- | ------- | ------- | ------- | ------ | --- | --- | --- | --- |
| 2016 | Moto3  | KTM      | QAT     | ARG     | AME     | SPA     | FRA     | ITA     | CAT     | NED     | DUI    | OOS     | TSJ     | GBR     | SMR     | ARA    | JPN    | AUS     | MAL     | VAL 11  |         |        |     |     | 32  | 5   |
| 2017 | Moto3  | Mahindra | QAT     | ARG     | AME     | SPA 25  | FRA     | ITA     | CAT     | NED DNF | DUI 22 | TSJ     | OOS     | GBR     | SMR     | ARA    | JPN    | AUS     | MAL     | VAL     |         |        |     |     | 40  | 0   |
| 2018 | Moto3  | KTM      | QAT     | ARG     | AME     | SPA     | FRA     | ITA     | CAT 10  | NED     | DUI 9  | TSJ     | OOS     | GBR     | SMR     | ARA 17 | THA    | JPN     | AUS     | MAL     | VAL 13  |        |     |     | 28  | 16  |
| 2019 | Moto3  | KTM      | QAT 7   | ARG 15  | AME 7   | SPA DNF | FRA 10  | ITA 11  | CAT DNF | NED DNF | DUI 5  | TSJ 12  | OOS DNF | GBR 18  | SMR 10  | ARA 21 | THA 9  | JPN 19  | AUS DNF | MAL 14  | VAL DNF |        |     |     | 21  | 60  |
| 2020 | Moto3  | KTM      | QAT 10  | SPA 6   | AND 6   | TSJ 6   | OOS 9   | STI 8   | SMR DNF | EMI 6   | CAT 13 | FRA 7   | ARA 3   | TER 12  | EUR 1   | VAL 3  | POR 1  |         |         |         |         |        |     |     | 4   | 159 |
| 2021 | Moto2  | Kalex    | QAT 5   | DOH 3   | POR 1   | SPA 5   | FRA 1   | ITA 2   | CAT 2   | DUI DNF | NED 1  | STI 7   | OOS 1   | GBR DNF | ARA 1   | SMR 1  | AME 1  | EMI DNF | ALG 2   | VAL 1   |         |        |     |     | 2   | 307 |
| 2022 | MotoGP | KTM      | QAT 18  | INA 17  | ARG 16  | AME 19  | POR DNS | SPA DNS | FRA DNF | ITA 21  | CAT 15 | DUI 12  | NED DNF | GBR 21  | OOS 18  | SMR 13 | ARA 20 | JPN 18  | THA 15  | AUS 16  | MAL 15  | VAL 12 |     |     | 22  | 14  |
| 2023 | MotoGP | Aprilia  | POR DNF | ARG 14  | AME DNF | SPA 15  | FRA DNS | ITA 17  | DUI 15  | NED 12  | GBR 10 | OOS DNF | CAT DNF | SMR 8   | IND 109 | JPN 9  | INA 13 | AUS 16  | THA 15  | MAL DNF | QAT 17  | VAL 5  |     |     | 20  | 51  |
| 2024 | MotoGP | Aprilia  | QAT DNF | POR DNF | AME 109 | SPA 11  | FRA 119 | CAT 6   | ITA 12  | NED 8   | DUI 10 | GBR DNF | OOS DNF | ARA 16  | SMR 18  | EMI 13 | INA 10 | JPN 15  | AUS 106 | THA DNF | MAL 16  | SOL 18 |     |     | 16  | 66  |
| 2025 | MotoGP | Aprilia  | THA DNF | ARG 15  | AME 12  | QAT 17  | SPA 15  | FRA 7   | GBR 12  | ARA 10  | ITA 78 | NED 8   | DUI 9   | TSJ 56  | OOS 9   | HON    | CAT    | SMR     | JPN     | INA     | AUS     | MAL    | POR | VAL | 12* | 73* |

* Seizoen nog bezig.